# Dreamland (album Roberta Milesa)
Dreamland – debiutancki album studyjny włoskiego producenta muzycznego Roberta Milesa.
Album został wydany 7 czerwca 1996 roku w Europie, a następnie w Stanach Zjednoczonych. Pod koniec 1996 roku w Niemczech ukazała się nowa wersja płyty - Dreamland - The Winter Edition. W Polsce wydano album w 1996 roku na płycie CD i na kasecie magnetofonowej; uzyskał on status platynowej płyty.

## Lista utworów

### Wydanie oryginalne
Lista oparta na brytyjskim wydaniu płyty.
Wszystkie piosenki napisane przez Roberto Concina (Robert Miles).
| Nr  | Tytuł                       | Długość |
| --- | --------------------------- | ------- |
| 1.  | Children (Dream Version)    | 7:06    |
| 2.  | Fable (Message Version)     | 6:24    |
| 3.  | Fantasya                    | 5:43    |
| 4.  | Landscape                   | 6:02    |
| 5.  | In My Dreams                | 6:14    |
| 6.  | Princess of Light           | 6:20    |
| 7.  | Fable (Dream Version)       | 7:13    |
| 8.  | In the Dawn                 | 7:59    |
| 9.  | Children (Original Version) | 6:19    |
| 10. | Red Zone                    | 6:57    |

### Wersja wydana w USA
| Nr  | Tytuł                       | Długość |
| --- | --------------------------- | ------- |
| 1.  | Children (Dream Version)    | 7:06    |
| 2.  | Fable (Message Version)     | 6:24    |
| 3.  | Fantasya                    | 5:43    |
| 4.  | Landscape                   | 6:02    |
| 5.  | In My Dreams                | 6:14    |
| 6.  | One and One                 | 3:59    |
| 7.  | Princess of Light           | 6:20    |
| 8.  | Fable (Dream Version)       | 7:13    |
| 9.  | In the Dawn                 | 7:59    |
| 10. | Children (Original Version) | 6:19    |
| 11. | Red Zone                    | 6:57    |

### Drugie wydanie
| Nr  | Tytuł                       | Długość |
| --- | --------------------------- | ------- |
| 1.  | Children (Dream Version)    | 7:06    |
| 2.  | Fable (Message Version)     | 6:24    |
| 3.  | Fantasya                    | 5:43    |
| 4.  | Landscape                   | 6:02    |
| 5.  | In My Dreams                | 6:14    |
| 6.  | Princess of Light           | 6:20    |
| 7.  | Fable (Dream Version)       | 7:13    |
| 8.  | In the Dawn                 | 7:59    |
| 9.  | Children (Original Version) | 6:19    |
| 10. | Red Zone                    | 6:57    |
| 11. | One and One                 | 3:56    |
| 12. | 4US                         | 7:49    |

### Wydanie kasetowe
Strona A:
| Nr | Tytuł                    | Długość |
| -- | ------------------------ | ------- |
| A1 | Children (Dream Version) | 7:06    |
| A2 | Fable (Message Version)  | 6:24    |
| A3 | Fantasya                 | 5:43    |
| A4 | Landscape                | 6:02    |
| A5 | In My Dreams             | 6:14    |

Strona B:
| Nr | Tytuł                       | Długość |
| -- | --------------------------- | ------- |
| B1 | Princess of Light           | 6:20    |
| B2 | Fable (Dream Version)       | 7:13    |
| B3 | In the Dawn                 | 7:59    |
| B4 | Children (Original Version) | 6:19    |
| B5 | Red Zone                    | 6:57    |

## Notowania
| Rok         | Notowanie                             | Najwyższa pozycja |
| Krajowe     | Krajowe                               | Krajowe           |
| ----------- | ------------------------------------- | ----------------- |
| -           | OLiS                                  | -                 |
| Zagraniczne |                                       |                   |
| 1996        | UK Album Charts                       | 7                 |
| 1996        | French SNEP Albums Chart              | 4                 |
| 1996        | Top 40 album- és válogatáslemez-lista | 1                 |
| -           | World Albums Top 40                   | -                 |
| 1996        | Billboard 200                         | 54                |